# 馬武佐野郡山
馬武佐野郡山，又譯武佐野群山或武左野羣山，是臺灣雪山山脈的一座山，位於臺中市和平區平等里北部，最高點海拔2377.2公尺，山頂南南西方約150公尺處立有三等三角點6320號，標高2368.265公尺。山體呈南北向延展的長骨狀，頂部相對平闊，山區植被主要為針葉林至針闊葉混合林，東側則多闊葉林。該山地處雪山山脈主脈由詩崙山往南延伸出的支脈南端，兩座山之間尚有秀魯葉山與羅葉尾山，其中羅葉尾山至馬武佐野郡山的稜線，因景觀豐富，巨木成群，加之能望見不遠處的雪山山脈主脈、南湖中央尖群峰，與遠方的蘭陽溪谷，自登山者於2010年打通此段「羅馬縱走」路線以來，一直是頗受歡迎的中級山攀登路線。
馬武佐野郡山的東、西兩側分別為大甲溪上游之有勝溪和七家灣溪所包圍，南方隔溪與志良節山和泰雅族環山部落相望，西麓為武陵農場，東麓的勝光則是前往南湖群峰的主要入口。由馬武佐野郡山沿山脊往北，經喀拉業山至邊吉岩山的稜線，構成雪霸國家公園的東界。
包含馬武佐野郡山在內的大梨山地區存有大片人造的臺灣二葉松純林，由於四周人為活動頻繁，易燃的松林與原生芒草遇上火苗數度蔓延成山火。2002年5月11日，以馬武佐野郡山為中心的大甲溪事業區第37與第38林班，疑因農民整地引發延燒六日的火災，燒毀逾300公頃的松林，險而波及山腳的櫻花鈎吻鮭復育地。其後，馬武佐野郡山於2016年4月與2020年6月也曾發生規模較小的山火。為便於滅火，東勢林區管理處與空勤總隊合作，於2018年在馬武佐野郡山三角點附近開闢面積約400平方公尺的停機坪，以及用於緊急時供水的蓄水池。